# Joelma
Joelma da Silva Mendes (Almeirim, 22 de junho de 1974) é uma cantora, dançarina, coreógrafa, compositora e empresária brasileira. Nascida e criada no Pará, Joelma tem sido consistentemente creditada por disseminar a música e a cultura do seu estado natal. Descrita como "a maior performer do Brasil", Joelma é conhecida pela sua capacidade de cantar e dançar ao mesmo tempo sem "perder o fôlego".
Em 1999, Joelma formou com o guitarrista Ximbinha, seu então marido, a Banda Calypso, que se tornou líder em vendas de discos no Brasil na década de 2000. Em 2007, em levantamento feito pelo instituto Datafolha, a banda foi apontada como o artista mais popular do país. Eles foram creditados por ter liderado e aberto caminho para uma onda de bandas de calypso no Brasil nos anos 2000, o que levou alguns veículos a se referirem à Joelma como uma "Rainha do Calypso". A banda se desfez em 2015, com o divórcio de Joelma e Ximbinha.
Em 2016, Joelma lançou seu álbum de estreia em carreira solo autointitulado Joelma, que teve como carro-chefe a canção "Voando pro Pará" e alcançou a segunda posição na parada de discos da Pro-Música Brasil (PMB). Em 2017, ela lançou seu primeiro álbum ao vivo, Avante, que foi certificado com ouro pela PMB. Em 2020, lançou seu segundo álbum ao vivo, 25 Anos. Em 2022, Joelma iniciou a turnê Isso É Calypso Tour, que deu origem a uma série de registros ao vivo: Isso É Calypso na Amazônia (2022), Isso É Calypso Tour Brasil: Ao Vivo em Recife (2024), Isso É Calypso Tour Brasil: Ao Vivo em São Paulo (2024) e Isso É Calypso Tour Brasil: Ao Vivo em Belém (2024).
Ao longo de sua carreira, Joelma, que é uma das recordistas em vendas de discos no Brasil, vendeu cerca de 20 milhões de álbuns e acumulou diversas vitórias e indicações a prêmios musicais, incluindo três indicações ao Grammy Latino. Em 2012, ela foi considerada uma das 100 maiores personalidades do Brasil pelo programa O Maior Brasileiro de Todos os Tempos, do SBT. Em 2024, Joelma teve sua obra musical declarada como Patrimônio Cultural Imaterial pela Assembleia Legislativa do Pará.

## Vida e carreira

### Início da vida e carreira
Joelma da Silva Mendes nasceu em 22 de junho de 1974 em Almeirim, Pará. Ela é a quinta dos sete filhos da costureira Maria de Nazaré da Silva Mendes e do garimpeiro José Benahum Mendes (falecido em 2019). Seu pai era alcoólatra e agredia brutalmente a esposa, abandonando a família quando Joelma tinha apenas oito anos de idade. Em retrospecto, numa entrevista para a Marie Claire, a cantora comentou: "Alimentei o ódio pelo meu próprio pai desde aquela noite em que vi minha mãe com o rosto surrado. Nunca esqueço que passei boa parte da infância achando que podia perdê-la a qualquer momento em que ele bebesse demais". Anos após o abandono de seu genitor, dois de seus irmãos foram assassinados. Contudo, Joelma disse ter sido "a criança mais feliz do mundo", se descrevendo como "um passarinho fora da gaiola".

"Eu sempre ficava cantarolando nos intervalos da escola. Aí um amigo, que fazia teclado e voz no barzinho, ficou um ano me chamando pra cantar com ele. Eu entrei por diversão. Eu entrava na música e dava muito certo. Aí eu saía, minha vida não andava. Quando completei 23 anos, disse: é agora ou nunca. Embarquei nisso e deu tudo certo."

— Joelma sobre o início de sua carreira musical.
Criada em uma família de músicos amadores, Joelma desenvolveu interesse pela música muito cedo, "mas não queria como profissão". Ela começou a cantar ainda na infância em um coro de uma igreja evangélica. Aos 19 anos, começou a se apresentar em bares e festivais locais por insistência de um colega de escola. No mesmo ano, recebeu vários convites por telefone para reuniões em Belém, mas recusou todos sem nem querer saber do que tratavam. Quando foi à cidade com uma amiga, descobriu que uma representante da Banda Fazendo Arte queria que ela fizesse um teste para ser vocalista do grupo. Acabou aceitando o convite para ver no que daria e foi selecionada, gravando dois álbuns com a banda; um lançado em 1994 e outro em 1996.
Aos 23 anos, Joelma deixou a Banda Fazendo Arte e formou a Banda Eu, cujo título remete a ela mesma por não gostar muito de seu nome, mas logo deixou a banda para ser backing vocal do cantor Kim Marques. Em 1998, adotou o nome artístico de Joelma Lins e participou do álbum Amigos do Brega, ao lado de cantores como Adilson Ribeiro e Kim Marques. No mesmo ano, em um almoço na casa de Kim, Joelma conheceu o guitarrista e produtor musical Ximbinha e o convidou para produzir seu primeiro álbum solo. Após finalizarem o disco, Joelma e Ximbinha começaram a namorar e acharam melhor se unirem para formar a Banda Calypso em 1999.

### 1999–2015: Banda Calypso

#### 1999–2003: Formação e início da carreira
O álbum solo de Joelma tornou-se o primeiro da Banda Calypso. No início, a banda foi rejeitada por diversas gravadoras, mas logo conseguiram que uma tiragem de mil cópias do disco fosse feita, esgotando-se em uma semana. O álbum, autointitulado Banda Calypso, foi lançado em novembro de 1999 e vendeu mais de 500 mil cópias. Ele produziu singles como "Vendaval", "Disse Adeus" e "Dançando Calypso". Uma turnê para promover o álbum estreou em junho de 1999 e se estendeu até dezembro de 2002. A série de shows deu origem ao primeiro álbum ao vivo da banda, que foi lançado em março de 2002 através da gravadora Sony Music e certificado com ouro pela Pro-Música Brasil (PMB). "Cúmbia do Amor" e "Como uma Virgem" foram lançadas como singles do álbum.
O segundo e terceiro álbum de estúdio da banda – O Ritmo Que Conquistou o Brasil! (2002) e Volume 4 (2003) – venderam mais de 1,3 milhão de cópias juntos. Eles produziram singles como "Temporal" e "Maridos e Esposas", bem como "Pra Te Esquecer" e "Imagino". Em novembro de 2003, foi lançado o segundo álbum ao vivo da banda, Ao Vivo em São Paulo, gravado em agosto do mesmo ano. O projeto foi considerado um dos "50 álbuns que formaram identidade musical brasileira dos anos 2000" pela Folha de S.Paulo. A turnê do álbum, onde a banda reproduziu o mesmo show, teve início em novembro de 2003 e se estendeu até julho de 2004. À época em que encerrou a turnê, Joelma estava grávida de quase nove meses de sua primeira filha com Ximbinha, que nasceu no mesmo mês.

#### 2004–2005: Ascenção
Em outubro de 2004, lançaram seu quarto álbum de estúdio, Volume 6. O álbum se tornou o primeiro trabalho da banda a ultrapassar a marca de um milhão de cópias vendidas e ficou marcado pelo sucesso do single "A Lua Me Traiu", que se tornou uma das canções mais executadas nas rádios brasileiras em 2005. Em novembro de 2004, a banda se apresentou para um público de 50 mil pessoas no Sambódromo de Manaus. Esta apresentação gerou seu terceiro álbum ao vivo, Banda Calypso na Amazônia, que foi lançado em fevereiro de 2005. A turnê do álbum, onde a banda reproduziu o mesmo show, estreou em setembro de 2004 e se estendeu até outubro de 2005, totalizando cerca de 250 datas. Além do Brasil, a turnê também passou por outros países da América do Sul, Europa e cidades dos Estados Unidos.

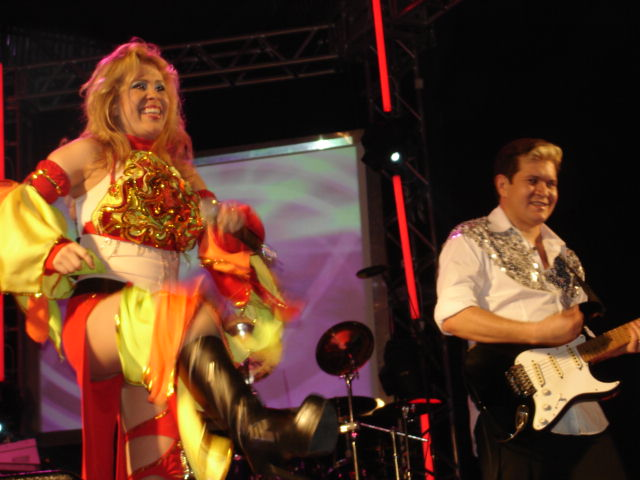
Joelma e Ximbinha durante o show de estreia da turnê do álbum Volume 8 em outubro de 2005.

Em junho de 2005, foi lançado o décimo primeiro álbum de estúdio da dupla Bruno & Marrone, Meu Presente É Você, que apresenta uma colaboração com a banda na canção "Por Que Choras?". A canção foi lançada como o segundo single do álbum e se tornou uma das mais executadas nas rádios brasileiras no mesmo ano. A parceria entre a dupla e a banda se estendeu ao registro Ao Vivo em Goiânia (2006).
Em outubro de 2005, foi lançado o quinto álbum de estúdio da banda, Volume 8, que vendeu mais de 1,8 milhão de cópias. O álbum gerou como singles "Isso É Calypso", "Tchau pra Você", "Pra Me Conquistar" e "Esqueça Meu Coração". Volume 8 foi responsável pela primeira indicação da banda ao Grammy Latino de Melhor Álbum de Música de Raízes em Língua Portuguesa, e, embora tenham acumulado três nomeações ao prêmio durante a carreira, nunca o venceram.

#### 2006–2008: Auge comercial
Em setembro de 2006, eles se apresentaram para um público de 1,5 milhão de pessoas em Nova Iorque, durante o festival Brazilian Day. Logo após, lançaram seu quarto álbum ao vivo, Banda Calypso pelo Brasil, gravado em cinco capitais brasileiras: Brasília, Rio de Janeiro, Recife, Salvador e Belém. O DVD vendeu mais de dois milhões de cópias.

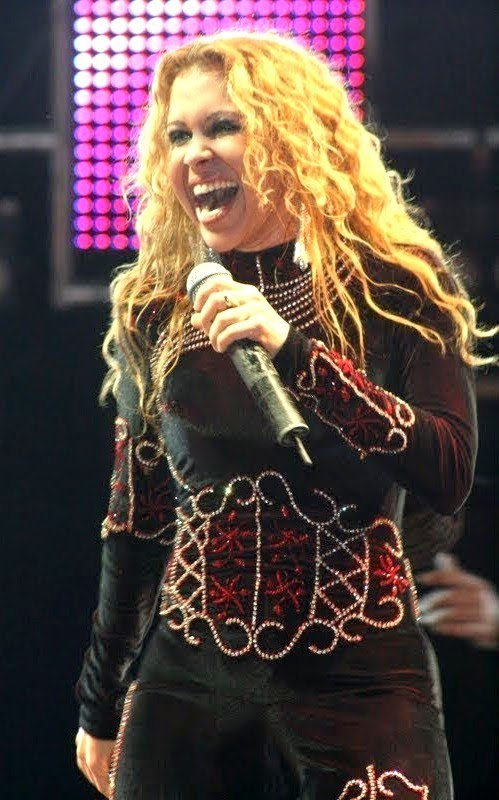
Joelma durante uma apresentação da turnê do álbum 10 em 2007.

Em janeiro de 2007, lançaram seu sexto álbum de estúdio, 10, que vendeu mais de um milhão de cópias. O segundo single do álbum, "Acelerou", teve uma versão gravada em inglês para a trilha sonora do filme estadunidense independente Cupid's Arrow (2010). Em fevereiro de 2007, a banda foi homenageada no Carnaval de Manaus pela escola de samba Balaku Blaku. Em março, foi lançado o vigésimo álbum de estúdio do cantor Zé Ramalho, Parceria dos Viajantes, que apresenta uma colaboração com a banda na canção "Pássaros Noturnos". Em julho, uma pesquisa publicada pelo instituto Datafolha apontava a Banda Calypso como o artista mais popular do Brasil. Em novembro de 2007, foi lançado o quinto álbum ao vivo da banda, Ao Vivo em Goiânia, gravado em outubro do mesmo ano.
O sétimo álbum de estúdio da banda, Acústico, foi lançado em junho de 2008 através da gravadora Som Livre. Com repertório formado por releituras de canções gravadas anteriormente e sete faixas inéditas, o álbum foi certificado com ouro pela PMB. Em agosto, a banda Aviões do Forró lançou uma colaboração com a Banda Calypso, intitulada "Agora Chora". No mesmo mês, a banda apareceu na faixa "Propostas Indecentes", do nono álbum de estúdio do cantor Latino, Junto e Misturado. A parceria entre o cantor e a banda se estendeu ao registro ao vivo do show do álbum Junto e Misturado. Também em 2008, a banda foi escolhida pelo público de Angola para se apresentar no festival Dia da Amizade Angola-Brasil, realizado no Estádio dos Coqueiros, em Luanda, capital do país. Posteriormente, Joelma descreveu esse show como "a maior emoção" de sua carreira. O espetáculo, promovido e transmitido pela TV Globo, possui intenções sociais e políticas de firmar a amizade entre os dois países.

#### 2009–2012: Consolidação
Em fevereiro de 2009, lançaram seu oitavo álbum de estúdio, Amor sem Fim. O álbum gerou como singles "Vida Minha", "Xonou Xonou" e "Chá de Maracujá". No mesmo ano, a banda completou 10 anos de carreira. Em comemoração à data, eles gravaram em novembro de 2009, em Recife, o seu sexto álbum ao vivo, 10 Anos, que foi lançado em março de 2010 através da Som Livre. O projeto foi certificado com platina para as vendas do DVD – que se tornou um dos mais vendidos do ano no Brasil – e ouro para os dois volumes do CD duplo. Luciana Zacarias, do Correio, avaliou negativamente o projeto, escrevendo: "Apesar do repertório que agrada certamente aos fãs, a produção do DVD deixa a desejar no tratamento de imagem [...] Tratando-se de um marco, os admiradores do Calypso mereciam mais."

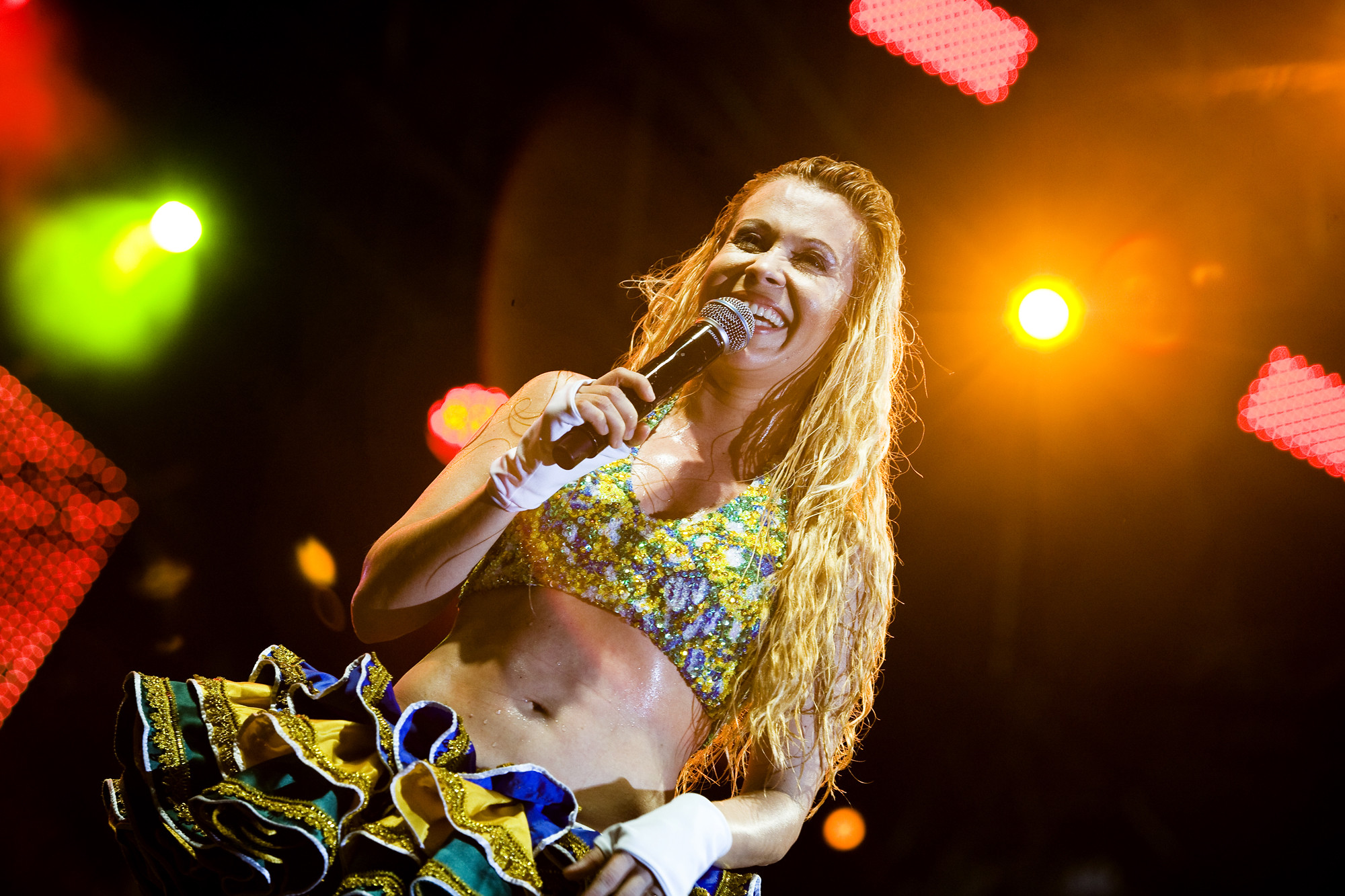
Joelma em show da Tour 10 Anos, junho de 2010.

Também em 2010, lançaram seu nono álbum de estúdio e seu sétimo álbum ao vivo, respectivamente Vem Balançar! e Ao Vivo em Recife. Em outubro, foi lançado o terceiro álbum ao vivo do cantor Nando Reis, MTV ao Vivo: Nando Reis e Os Infernais - Bailão do Ruivão, que apresenta uma colaboração com a banda na regravação de "Chorando Se Foi".
O décimo álbum de estúdio da banda, Meu Encanto, foi lançado em maio de 2011 através da Som Livre. O álbum produziu singles como "Não Posso Negar Que Te Amo", com a participação do cantor Reginaldo Rossi, e a regravação de "Entre Tapas e Beijos", gravada para ser tema de abertura da série da TV Globo, Tapas & Beijos, que venceu o prêmio de Melhor Tema Musical na 14ª edição do Prêmio Extra de Televisão. Em setembro de 2011, a banda se apresentou para um público de 70 mil pessoas no Festival Internacional de Música do Sumbe, na Angola. Esta apresentação gerou seu oitavo álbum ao vivo, Banda Calypso em Angola, que foi lançado em maio de 2012, após assinarem contrato com a gravadora Radar Records. Em agosto de 2012, a banda apareceu como artista convidado no registro ao vivo 20 Anos, do cantor Frank Aguiar.
Em novembro de 2012, a banda lançou seu décimo primeiro álbum de estúdio, Eternos Namorados. O álbum produziu singles como "Quem Ama Não Deixa de Amar", com a participação do cantor Amado Batista, e "Me Beija Agora". Yuri de Castro, do site Fita Bruta, fez críticas negativas ao álbum, mas reconheceu a evolução vocal de Joelma, afirmando que a voz da cantora "está melhor do que nunca".

#### 2013–2015: Últimos projetos

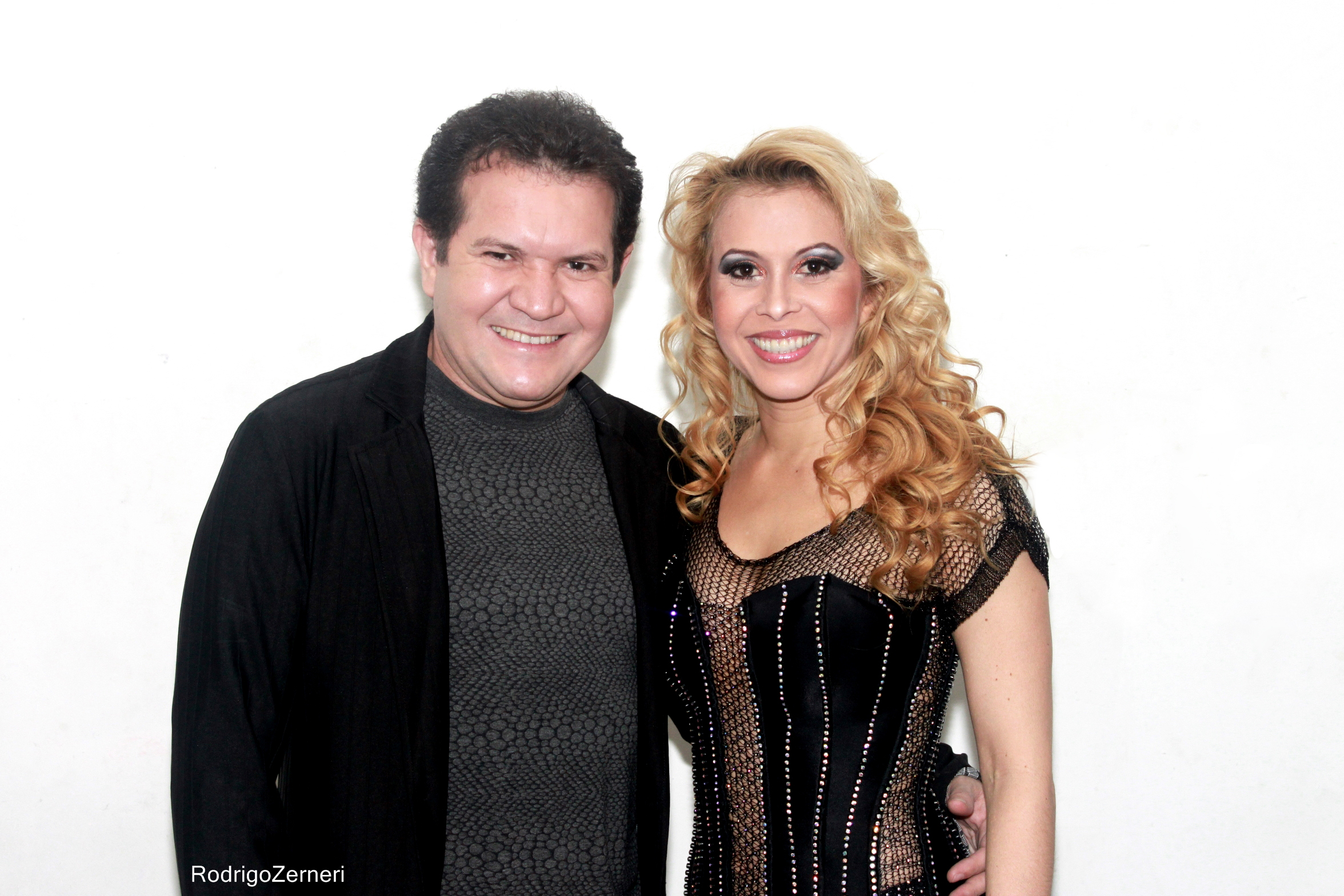
Joelma e Ximbinha em 2013.

Em junho de 2013, lançaram seu décimo segundo álbum de estúdio, Eu Me Rendo. Em agosto de 2013, a banda se apresentou para um público de 35 mil pessoas no festival O Maior São João do Cerrado, em Ceilândia. Esta apresentação gerou o nono álbum ao vivo da banda, Ao Vivo no Distrito Federal, que foi lançado em novembro do mesmo ano.
Em agosto de 2014, lançaram seu décimo terceiro álbum de estúdio, Vibrações. No mesmo ano, a banda completou 15 anos de carreira. Em comemoração à data, eles gravaram em novembro de 2014 na Praça do Relógio, em Belém, o seu décimo álbum ao vivo, 15 Anos, que foi lançado em junho de 2015. Em março de 2015, foi lançado o álbum Amazônia, do Boi Caprichoso, que apresenta uma colaboração com a banda na faixa "Tem Folclore na Floresta". A parceria se estendeu ao registro ao vivo do show do álbum Amazônia.
Em agosto de 2015, a assessoria de imprensa da banda anunciou a separação de Joelma e Ximbinha. No mesmo mês, no Programa da Sabrina, a cantora anunciou o fim das atividades da banda para dezembro. Em 31 de dezembro de 2015, Joelma realizou a última apresentação da turnê 15 Anos, que aconteceu em Macapá. Sobre o fim da banda e a decisão de seguir carreira solo, Joelma disse que "É diferente, estou com um sentimento de renovação. A vida continua, é reter o que foi bom, as experiências, os sucessos que vou cantar para sempre, que conquistei com a banda. Apesar de tudo foi maravilhoso".

### 2016–2018:JoelmaeAvante

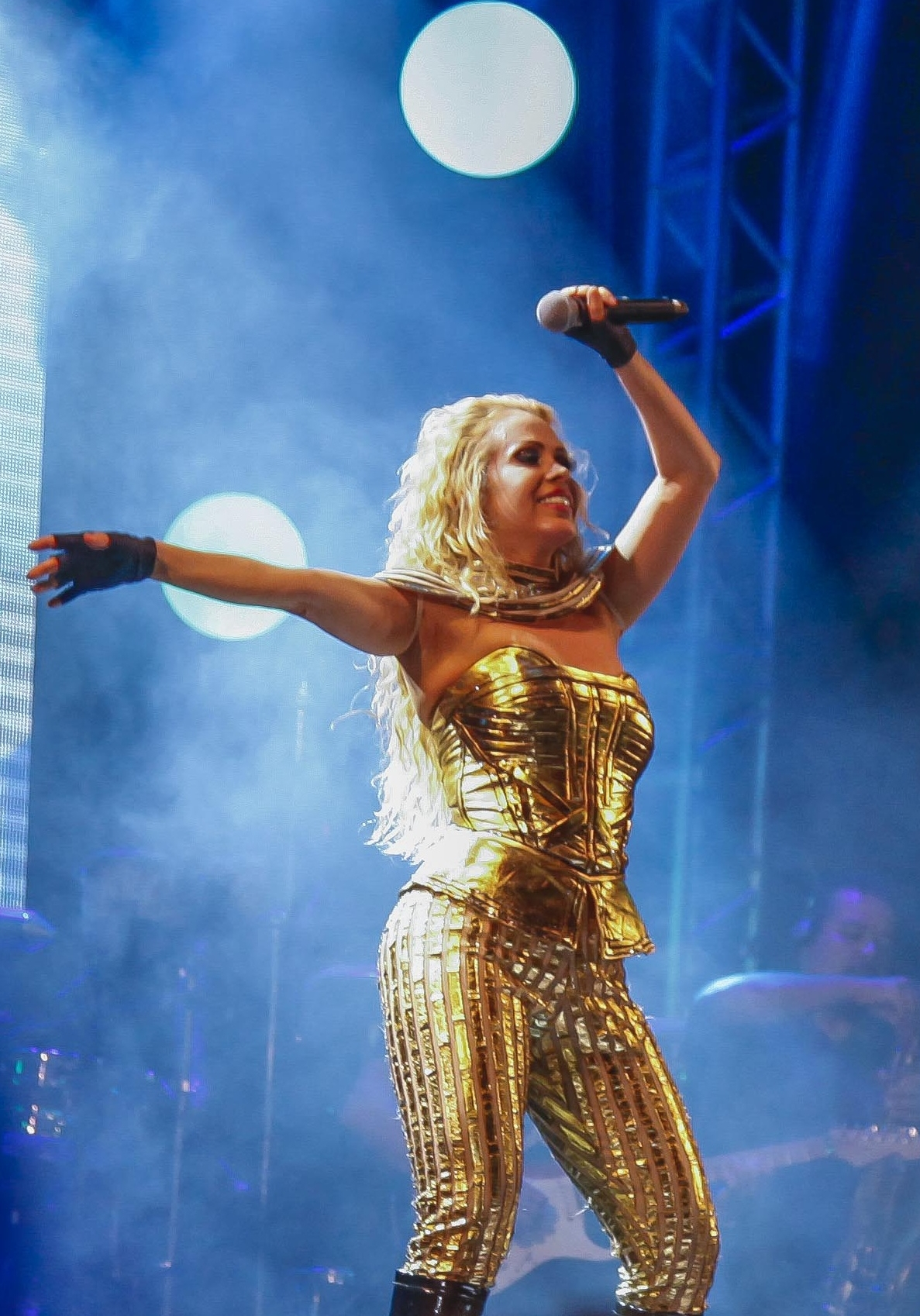
Joelma em show da Tour Avante, junho de 2016.

Em março de 2016, Joelma assinou um contrato de um ano e meio com a Universal Music e deu início à Tour Avante, com uma apresentação em Goiânia. No dia 29 de abril, ela lançou seu álbum de estreia em carreira solo, o autointitulado Joelma, que alcançou a segunda posição na parada de discos da PMB. O álbum foi recebido com avaliações mistas pelos críticos especializados, que elogiaram a variedade de gêneros musicais presente em sua sonoridade. Vinícius Cunha, do Gshow, descreveu Joelma como "uma carta aberta de uma mulher bem resolvida e disposta a conquistar o mundo mais uma vez", enquanto o crítico Mauro Ferreira descreveu o disco como "trivial". O álbum produziu singles como "Voando pro Pará" e "Não Teve Amor", que foram certificados com ouro e platina pela PMB, respectivamente. Em 2023, "Voando pro Pará" ganhou popularidade viral novamente e figurou no top 200 do Spotify Brasil, tornando Joelma a primeira artista paraense a entrar na tabela com uma canção solo. O videoclipe de "Debaixo do Mesmo Céu", single promocional do álbum, alcançou o topo da parada global de vídeos musicais da iTunes Store em poucas horas após seu lançamento. Em setembro, ela lançou seu primeiro extended play (EP), Assunto Delicado.
Com participação das cantoras Ivete Sangalo e Solange Almeida, além de seus três filhos, Joelma gravou em 9 de novembro de 2016, em São Paulo, o seu primeiro álbum ao vivo, Avante, que foi lançado em abril de 2017. O álbum foi certificado com ouro pela PMB. Camila Stephania, da Folha de Pernambuco, escreveu que "Apesar de não ter sido uma apresentação tão bem apurada tecnicamente, o DVD vem para reiterar a influência e autonomia de Joelma, que demonstra ser a herdeira legítima da fama da [Banda] Calypso. Sozinha, a cantora consegue provocar a mesma empatia no seu antigo público e ainda parecer alcançar um diálogo mais próximo das mulheres, atingindo novas plateias." Um dueto com Ivete Sangalo, "Amor Novo" foi lançada como carro-chefe do projeto. "Chora Não Coração" foi lançada como o segundo single do álbum.
Em fevereiro de 2017, Joelma lançou um livro sobre sua vida e carreira, além de contar histórias de fãs influenciados por ela, intitulado Joelma entre Olhares, escrito por Jessyca Campos. Em maio, a cantora Solange Almeida lançou o single "Homem É Tudo Igual", um dueto com Joelma, presente no registro ao vivo Sentimento de Mulher. Em julho de 2017, Joelma apareceu como artista convidada na regravação de "Cruzando Raios", do cantor Orlando Morais.
Em 8 de março de 2018, para coincidir com o Dia Internacional da Mulher, Joelma lançou uma colaboração com a cantora Marília Mendonça intitulada "Perdeu a Razão", que trata sobre violência contra a mulher. Joelma contou que a música "veio para tirar os resíduos que ainda tinha" de sua infância, marcada pela violência doméstica vivida na família: "Você se sente impotente, incapaz, de acudir uma pessoa que tu amas. É muito difícil, me marcou a vida inteira. Essa música veio para cicatrizar esta ferida". Em abril, ela lançou o single "Se Vira Aí", canção originalmente gravada em seu álbum de estreia, Joelma, e relançada com a participação do cantor Zé Felipe. Em setembro de 2018, lançou a canção "18 Quilates".

### 2019–2021:25 Anos

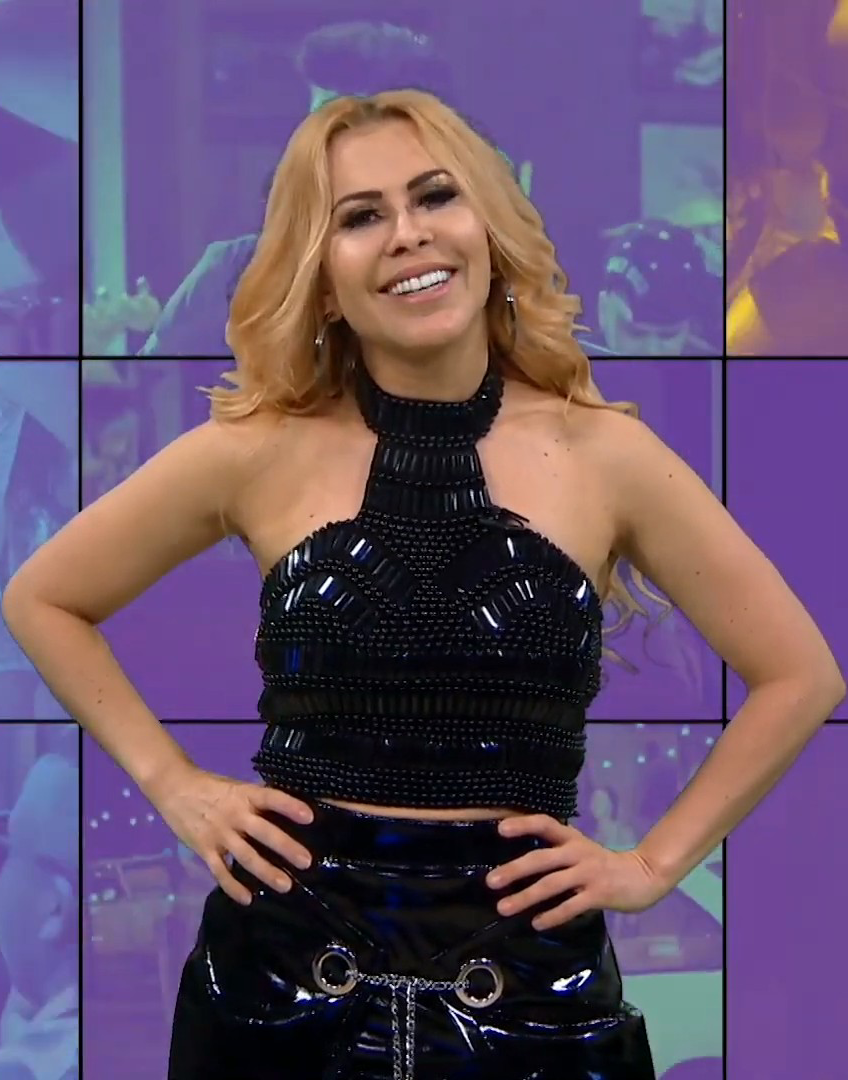
Joelma em 2019.

Em abril de 2019, Joelma lançou a canção "Ai Baby". No dia 27 de setembro, ela lançou seu segundo EP, Minhas Origens, que apresenta quatro faixas, sendo que todas foram lançadas individualmente a cada sexta-feira do mesmo mês. No mesmo ano, Joelma completou 25 anos de carreira. Em comemoração à data, ela gravou em 12 de novembro de 2019, em Goiânia, o seu segundo álbum ao vivo, 25 Anos, que foi lançado em julho de 2020. A canção "Cupim de Coração" foi lançada como o primeiro single do projeto.
Em janeiro de 2020, Joelma assinou um contrato de um álbum com a gravadora Midas Music e, em março, lançou a canção "Botar pra Chorar", que foi bem recebida pela crítica. Em outubro de 2020, ela realizou uma transmissão ao vivo onde revisitou boa parte de seu repertório de baladas. A transmissão teve como intuito arrecadar doações para ajudar instituições em meio à pandemia de COVID-19 e deu origem ao seu terceiro EP, Bateu Saudade, lançado em 30 de janeiro de 2021, para coincidir com o Dia da Saudade.
Em abril de 2021, Joelma lançou a canção "Coração Vencedor". Em agosto, ela lançou a canção "Me Chame de Amendoim", gravada para a campanha publicitária da linha de amendoins da Elma Chips. Em setembro, ela lançou a canção "Sim", seu primeiro single autoral.

### 2022–presente: Isso É Calypso Tour
Em fevereiro de 2022, Joelma anunciou a turnê Isso É Calypso Tour. No dia 13 de março, ela lançou seu quarto EP, Isso É Calypso (EP 1), com repertório formado por canções gravadas anteriormente. Uma continuação do EP, Isso É Calypso (EP 2) foi lançado em 7 de abril, contendo três regravações e uma faixa inédita. A turnê teve início no dia seguinte, com uma apresentação em São Paulo. Além do Brasil, a série de shows contou com datas em outros países da América do Sul,
Europa e cidades dos Estados Unidos. A turnê deu origem a uma série de registros ao vivo: Isso É Calypso na Amazônia (2022), Isso É Calypso Tour Brasil: Ao Vivo em Recife (2024), Isso É Calypso Tour Brasil: Ao Vivo em São Paulo (2024) e Isso É Calypso Tour Brasil: Ao Vivo em Belém (2024).
Em março de 2023, Joelma lançou a canção "Dançando e Beijando". Em outubro, ela lançou o single surpresa "Aquele Alguém (Beat Melody)". Em julho de 2024, Joelma e o cantor Pablo iniciaram a turnê colaborativa Bateu Saudade. No mês seguinte, ela lançou a canção "Respingo de Saudade". Em março de 2025, lançou a canção "Lua dos Apaixonados".

## Características artísticas

### Influências
Sobre suas primeiras influências musicais, Joelma disse: "[...] eu desde pequena sempre ouvia cantoras americanas, como Céline Dion, Mariah Carey e na adolescência eu era apaixonada por Barbra Streisand. Elas me influenciaram muito!". Ela citou Streisand como sua "professora", dizendo que ela a "ensinou a cantar". Outra cantora que também a influenciou foi Daniela Mercury, a qual ela no início de sua carreira procurava emular os trejeitos na maneira de cantar e dançar: "Daniela é incrível. Canta, dança, bailarina formada. Me inspirou muito". Joelma revelou que chegou a interpretar a canção "O Canto da Cidade" em seu primeiro teste profissional. Ela admira Madonna pela "força e a reinvenção constante" na carreira. De acordo com a própria, seu interesse em usar botas iniciou-se por influência da apresentadora Xuxa.
A brasileira Marisa Monte e a peruana Rossy War também já foram citadas por ela como referências. Joelma revelou admirar vários artistas do rock e aponta Rod Stewart como o seu maior ídolo do gênero: "O rock me fascina também, pela agressividade. O cantor tem que ter suavidade e agressividade, porque faz parte dos sentimentos. Você tem que ter tudo isso para colocar numa música, o romantismo, a garra, essa coisa toda. Então o rock me fascina muito, por conta dessa agressividade. E eu uso muito isso nas nossas músicas". Joelma também se inspira em vários artistas da música gospel, afirmando ser "fascinada por timbre" e que gosta "de escutar vozes e timbres diferentes": "Estudo muito as vozes no gospel, acho que tem vozes lindas, a afinação é muito bonita, a melodia é muito celestial."

### Estilo musical e voz
Joelma é uma cantora de calypso e transita entre diversos estilos, incluindo cúmbia, zouk, lambada, merengue, carimbó, soca, arrocha e bachata. Ao longo de sua carreira, ela experimentou outros estilos; gêneros como forró, tecnobrega, country, flamenco, pop rock, reggae, reggaeton e sertanejo ainda foram apresentados em algumas canções específicas. Joelma também passou a investir na música cristã contemporânea, como "uma maneira de agradecer a Deus por tudo". Camila Stephania, da Folha de Pernambuco, notou que seu primeiro álbum ao vivo em carreira solo, Avante, "se aproxima da música pop, mas mantém a intimidade com suas origens". Bruna Calazans, da Billboard Brasil, escreveu que "Joelma é tão diva pop quanto qualquer diva pop", apesar de não cantar o pop propriamente dito, e a comparou às cantoras Beyoncé, Dua Lipa, Katy Perry, Lady Gaga, Rihanna e Hayley Williams. Amor é o tema principal da música de Joelma.
Joelma possui um tipo vocal classificado como meio-soprano e seu timbre é descrito como "único". Escrevendo para o site Overmundo, o antropólogo Hermano Vianna disse: "A voz de Joelma tem calor e graça – entendo bem porque todas as crianças são apaixonadas por ela". O site R7 afirmou que Joelma "tem uma voz estridente e inconfundível". Guilherme Guimarães, do Abril.com, chamou a voz dela de "adocicada". Natacha Côrtez, da Marie Claire, descreveu a voz de Joelma como "eloquente". Uma das características vocais da cantora é sua entonação "manhosa e rouca", descrita por Sebastião Vilela Abreu, d'O Popular.

### Apresentações e coreografias

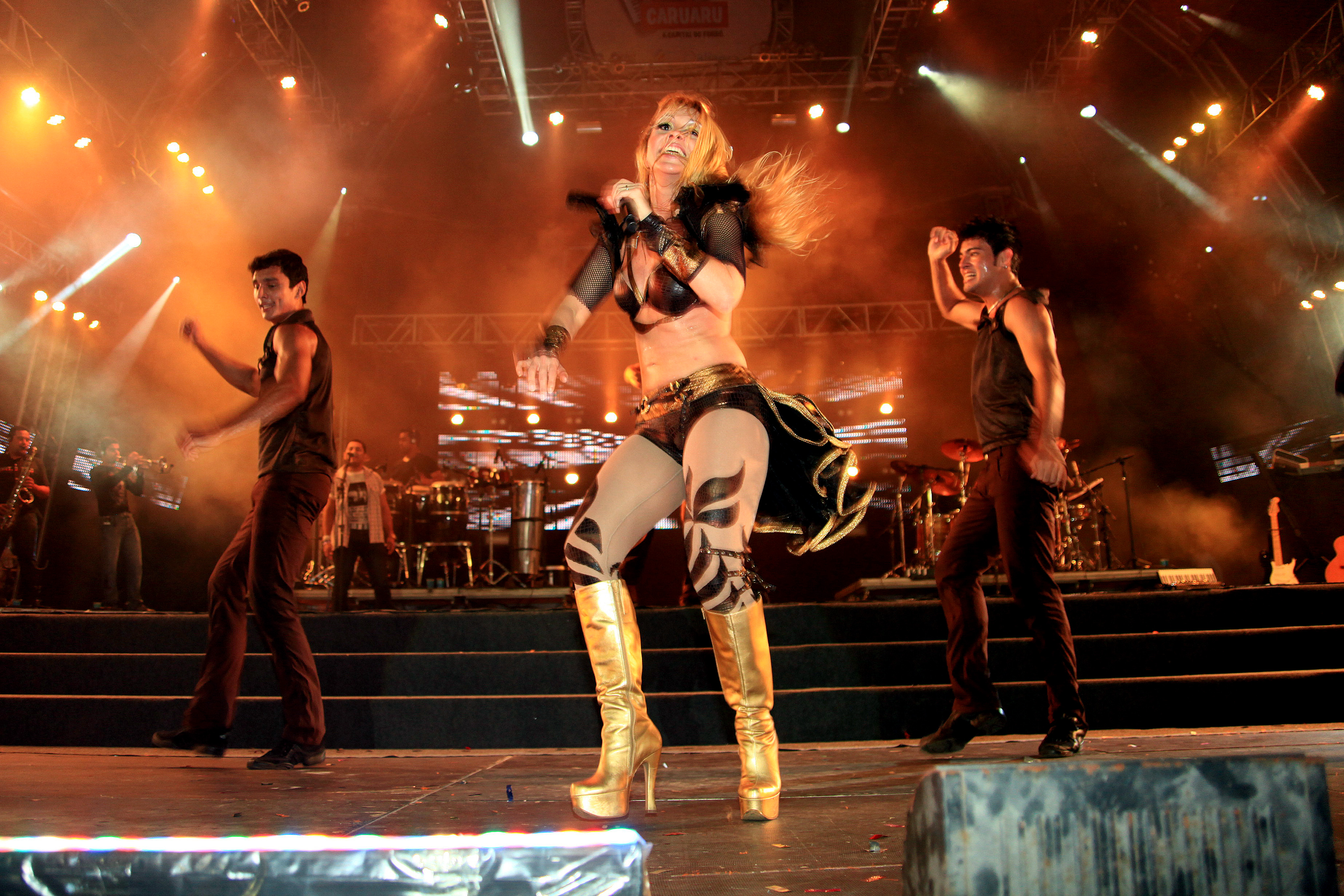
Joelma se apresentando no festival São João de Caruaru, junho de 2012.

Descrita como "a maior performer do Brasil", Joelma é conhecida pela sua capacidade de cantar e dançar ao mesmo tempo sem "perder o fôlego". Sobre suas apresentações ao vivo, o Gshow disse: "Não tem como não se impressionar com as apresentações de Joelma! Ela canta, dança, pula, se joga no chão e entrega sempre o máximo de si no palco". Guilherme Luís, da Folha de S.Paulo, afirmou que "ela mostr[a] ter pleno domínio não só da sua extensão vocal, como também do palco, onde dança e bate cabelo sem parar". Joelma se inspira em movimentos comuns do seu cotidiano para criar suas coreografias. Uma das características da cantora é o headbanging, que consiste em movimentar a cabeça no ritmo da música. A Veja disse que "Joelma inovou no quesito cabeça bailarina. A dela não apenas baila, mas sobe e desce, gira e se sacode".
Escrevendo para a revista FFWMAG, Fernand Alphen disse: "Sem render-se ao star system, sem artificialismo, sem baboseira mercadológica nem produções over ensaiadas, Joelma é o avesso do artificialismo. É do genuíno prazer de cantar, dançar e comunicar que ela tira sua inspiração para figurinos absurdos e coreografias delirantes. Na montagem do personagem, é tudo verdade. É gosto de verdade. É um luxo que só verdade confere. O verdadeiro luxo. O resto é castração, prisão e alienação".

## Imagem pública
Joelma é conhecida pelo seu estilo, que geralmente incorpora cores vibrantes, babados, brilhos e strass, além de botas de salto-alto com plataforma, que se tornaram sua marca registrada. A Veja descreveu seus figurinos como um "grande e incomparável talento", afirmando que ela "é dona [...] dos looks mais inusitados, bizarros e, de certa forma, sensuais, desfilados pelo país": "Seu guarda-roupa tem de tudo um pouco. Desde estilos 'luxuosos', metalizados, com tom futurista, até uma invasão de flores que deixariam Carmen Miranda com inveja. [...] não dá para negar que Joelma sabe como poucos expressar sua 'arte' através de roupas e maquiagem." A Capricho disse que "é sempre importante resgatarmos e valorizarmos nomes como o da Joelma, assim também, conseguimos engrandecer a cultura brasileira e a autenticidade que ela carrega". Ilca Maria Estevão, do Metrópoles, escreveu que "as peças da artista resultam em uma personalidade inigualável" e "contribuíram para fortificar a imagem da cantora no imaginário do público". Priscilla Jucá, da Marie Claire, afirmou que "é inegável o poder de suas produções de estilo".
Joelma é considerada um ícone gay. No entanto, sua imagem passou a ser associada por muitos à homofobia. Em 2012, um vídeo em que Joelma aconselha um fã homossexual a "se converter e virar homem" foi exposto na mídia. Ela se pronunciou através do Twitter, dizendo: "Um dos [membros do fã-clube] Abusadas do Calypso que estava brincando comigo, falando das intimidades deles pra eu ficar vermelha e brinquei. Se eu fosse preconceituosa, meu melhor amigo não seria um gay". Em 2013, foi publicada uma entrevista de Joelma para a revista Época na qual ela diz ser contra o casamento igualitário e compara homossexuais à dependentes químicos, afirmando que, se tivesse um filho gay, "lutaria até a morte para fazer sua conversão": "Tenho muitos fãs gays, mas a Bíblia diz que o casamento gay não é correto e sou contra [...] Já vi muitos se regenerarem. Conheço muitas mães que sofrem por terem filhos gays. É como um drogado tentando se recuperar". Joelma usou o Facebook para publicar um vídeo esclarecendo que suas declarações foram descontextualizadas: "[...] eu não falei isso. Relatei algo que uma pessoa me contou. Que ele deixou de ser gay e deixou as drogas. E ele falou que era tão difícil uma coisa quanto a outra, aí veio a comparação". Mais tarde, ela comentou sobre sua relação com o público gay: "Amo de paixão. Tenho muitos amigos, fãs, pessoas que admiro. Até mesmo na religião. As pessoas acham que por eu ser evangélica, tem que ter essa rivalidade. E pelo contrário. Como cristã, tenho que amar, respeitar e não julgar".

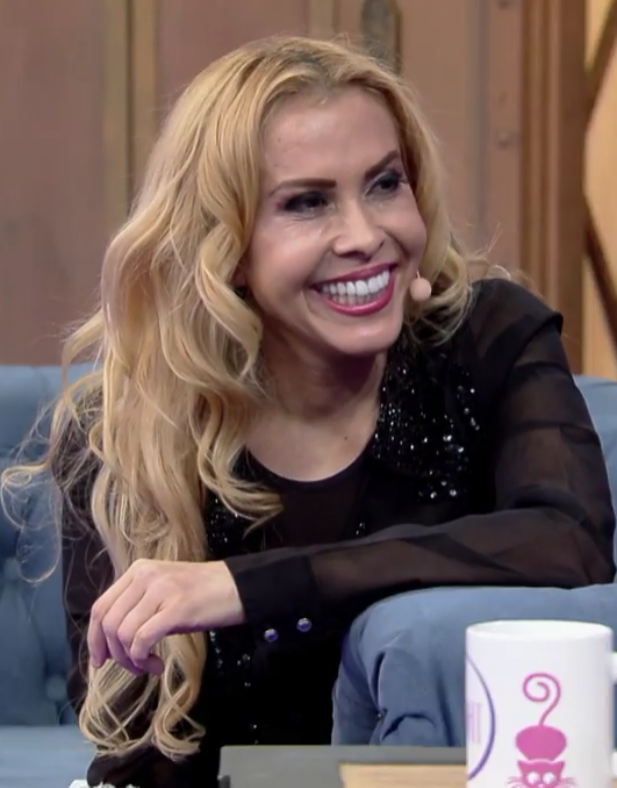
Joelma durante uma entrevista no talk show Lady Night em 2017.

À época em que Joelma iniciou carreira solo, em 2016, a mídia observou que ela passou a adotar uma "postura empoderada" após sua separação tumultuosa com Ximbinha. Vinícius Cunha, do Gshow, disse que "a cantora mostra estar disposta a conquistar o mundo mais uma vez" e a descreveu como uma "mulher bem resolvida, sem papas na língua", enquanto Renata Nogueira, do Universo Online, escreveu que Joelma voltou em carreira solo "com pose e atitude de super-mulher" e afirmou que ela "prova ter incorporado a imagem de poderosa também em cima do palco". José Augusto Barros, do Diário Gaúcho, escreveu: "Tal como a fênix, pássaro da mitologia grega que renascia das próprias cinzas, Joelma mostra toda a sua força, se reinventa e dá a volta por cima adepois de ter a intimidade exposta e escancarando publicamente o sofrimento por conta das traições do ex-marido e ex-companheiro de [Banda] Calypso, Ximbinha". Em 2017, Mariana Perim, d'A Gazeta, observou que "a mídia agora explora um outro lado de Joelma: o da superação" e nota que "As letras [de suas canções] são assertivas, mostrando uma volta por cima da paraense após todo o imbróglio com o ex-marido e ex-parceiro musical, Ximbinha".
A aparência de Joelma tem sido alvo de discussão da mídia. Ao longo de sua carreira, ela admite ter se submetido a algumas intervenções estéticas como lipoaspiração, rinoplastia, mentoplastia, mamoplastia de aumento, correção nos dentes, preenchimento labial e harmonização facial. Em 2016, Marcela Freitas, do Jornal Daqui, elogiou sua evolução dizendo: "[...] o fato é que, depois de que se separou de Ximbinha, em agosto de 2015, Joelma está cada dia mais bonita". Bruna Dias, d'O Liberal, observou que "Mesmo com a evolução na voz e como artista, fisicamente, a única coisa que não mudou foi a cor dos cabelos dela, que continuam loiros. Porém, Joelma passou grandes transformações ao longo dos anos, e é impossível quem diga que a cantora não está cada vez mais bonita". Em 2022, Joelma apareceu com o rosto inchado em uma apresentação e recebeu alguns comentários depreciativos, relacionando o inchaço à procedimentos estéticos malsucedidos ou ao seu peso atual. Ela explicou que se tratava de "um efeito da combinação da COVID-19 com o uso de corticoides" para o tratamento da doença. Em 2023, o site R7 observou que "A transformação [de Joelma] não se restringe aos procedimentos estéticos. A artista também mudou o estilo, o jeito de se maquiar e demonstra que está mais segura e cheia de amor-próprio desde que se separou de Ximbinha".

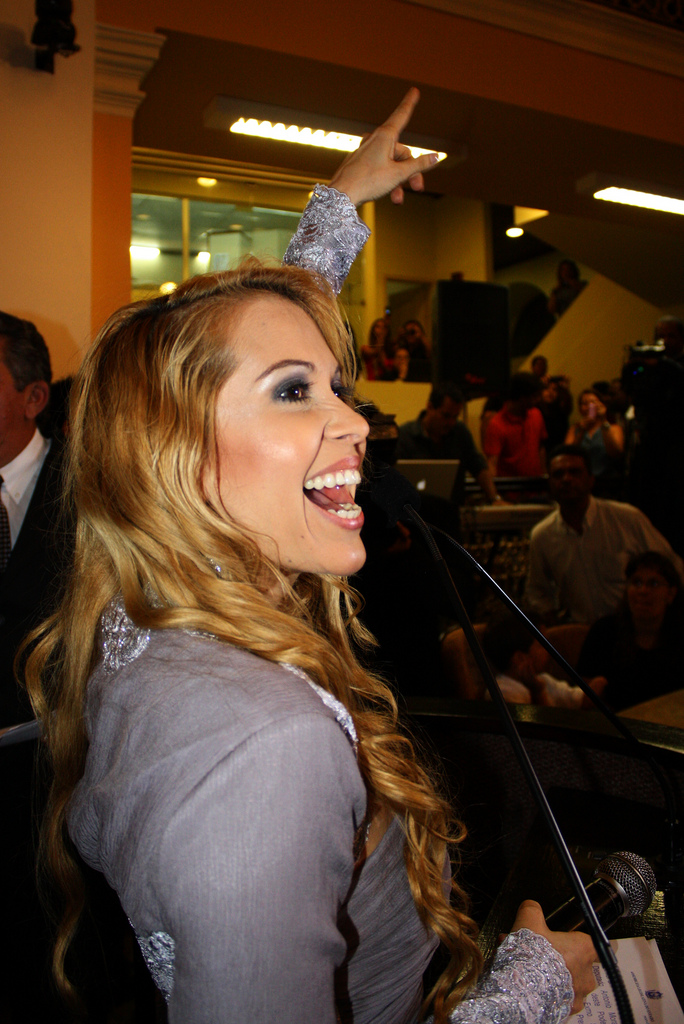
Joelma em 2009.

Entre 2007 e 2012, Joelma apareceu na lista anual das 100 mulheres mais sexy do mundo, publicada pela revista VIP. Referida como um símbolo sexual, ela foi convidada a posar nua para publicações como Playboy e Sexy, as quais recusa. Joelma geralmente não explora sua imagem como um símbolo sexual, alegando que isso não faz parte de seu "comportamento". Em 2009, Joelma e seu então marido Ximbinha foram honrados pela Assembleia Legislativa de Pernambuco com o Título de Cidadãos Pernambucanos. Em 2012, ela foi considerada uma das 100 maiores personalidades do Brasil pelo programa O Maior Brasileiro de Todos os Tempos, do SBT. No mesmo ano, foi considerada a segunda personalidade mais amada do país pela revista Contigo!. Em 2018, foi honrada pela Assembleia Legislativa de Goiás com o Título de Cidadã Goiana. Ela também foi honrada pela Assembleia Legislativa do Amazonas com o Título de Cidadã Amazonense, o qual recebeu em 2023.

## Legado e influência
Durante sua carreira, Joelma converteu-se em uma recordista em vendas de discos no Brasil, com mais de 20 milhões de álbuns vendidos. Na década de 2000, a Banda Calypso foi líder em vendas de discos no país, sendo referida como uma "máquina de vender CD" pela Folha de S.Paulo. Joelma foi descrita como a "maior atração" da banda que formava com Ximbinha e eles foram creditados por ter liderado e aberto caminho para uma onda de bandas de calypso no Brasil na década de 2000. Como consequência, Joelma foi descrita como uma "Rainha do Calypso" por diversas publicações. A banda também foi creditada por subverter a lógica da indústria musical, com um esquema próprio de distribuição de seus álbuns, independente de selos e gravadoras. Editor da revista estadunidense Wired, Chris Anderson citou a banda como um modelo de negócio independente em seu livro Free (2009).

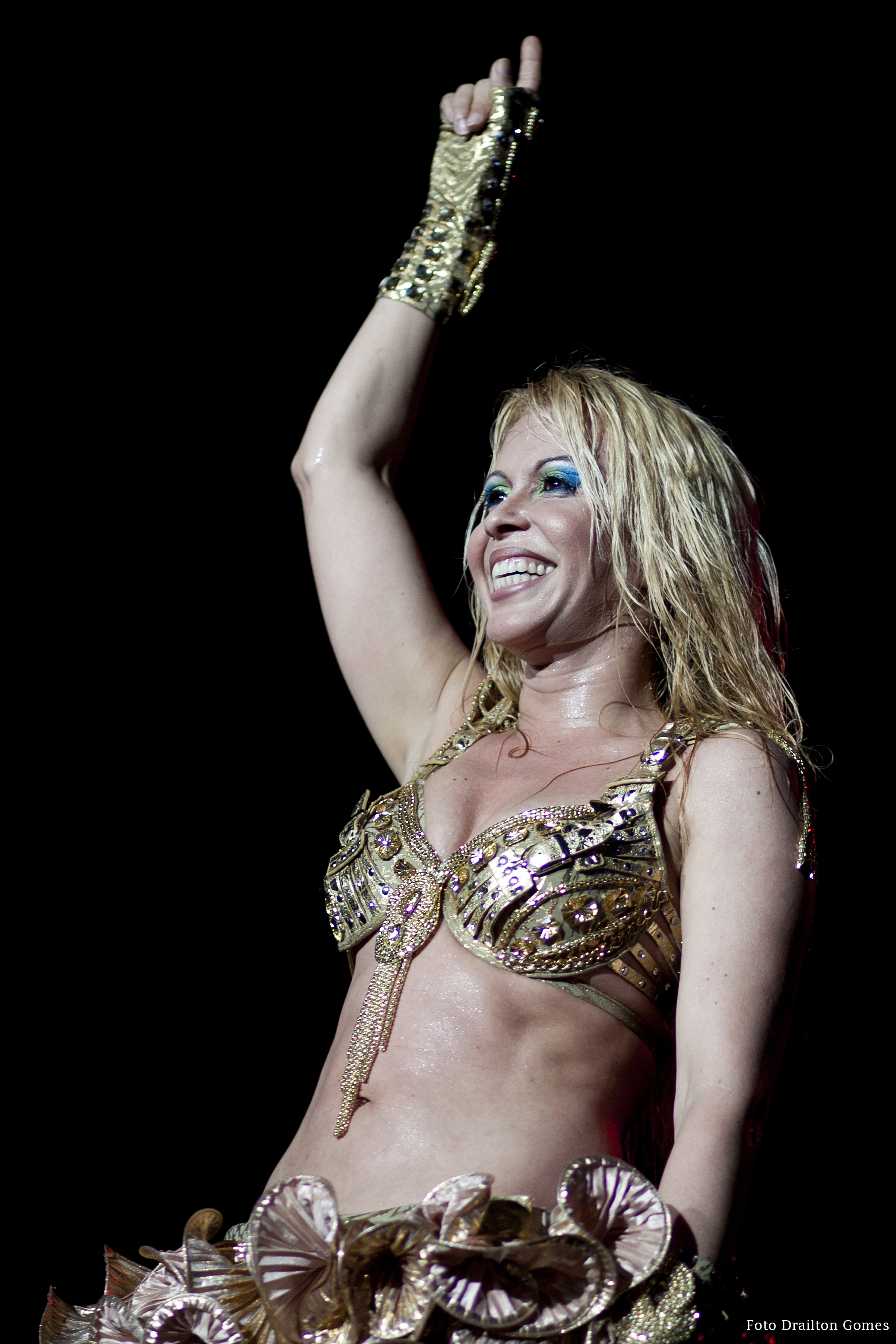
Joelma em show da turnê do álbum Banda Calypso em Angola, agosto de 2012.

Joelma tem sido consistentemente creditada por disseminar a música e a cultura do Pará. O acadêmico Mateus Pereira Lago enalteceu-a por quebrar bairrismos contra seu estado de origem: "Desde suas primeiras investidas como artista, Joelma comprometeu-se em dar voz à sua cultura, fosse nas músicas interpretadas por ela, nos figurinos marcados pelos traços característicos de seu estado, e nas performances executadas por ela em palco. Segundo a cantora, um de seus bordões que lhe tornou conhecida no Brasil e fora do país, o famigerado "Isso é Calypso!", teve sua origem a partir da tentativa pessoal e profissional em romper com o preconceito regional e musical enfrentado por ela e pelo parceiro Ximbinha; ela diz que nos bastidores de shows pelo país o contato com outras bandas era interrompido depois de se apresentarem como artistas paraenses, como se portassem algum mal contagioso. O grito mesclava agressividade com afirmação e representou durante os 15 anos do grupo a quebra do preconceito atribuído à cultura do Pará". Lago também observou que as performances da artista à frente da Banda Calypso "tornou-se a maior referência atual do carimbó em todo o território nacional", acrescentando que ela "sempre levou o ritmo em suas apresentações, fosse nos shows por todo o Brasil, e em turnês internacionais, apresentações na TV ou em trabalhos de divulgação oficial da banda a qual liderava, chegando a romper com gravadoras por estas não aceitarem a inclusão de músicas de carimbó nos álbuns certificados sob seus selos".
Com "Voando pro Pará", ela tornou-se a primeira artista paraense a entrar no top 200 do Spotify Brasil com uma canção solo. O sucesso da canção foi atribuído como responsável por despertar um interesse generalizado do público sobre o tacacá citado na letra, aumentando a procura pelo prato e tornando a iguaria na comida mais pesquisada no Google em 2023 no Brasil. A mídia chamou o fenômeno de "Efeito Joelma". Em 2024, Joelma teve sua obra musical declarada como Patrimônio Cultural Imaterial pela Assembleia Legislativa do Pará.
Diversos artistas foram influenciados, expressaram sua admiração e reconheceram a importância do trabalho de Joelma, como Anitta, Aretuza Lovi, Banda Uó, Diego Martins, Gaby Amarantos,
Lauana Prado, Pabllo Vittar, Pocah, Priscila Senna Christian Chávez e Zé Felipe.

## Outras atividades

### Filantropia
Em 2006, um figurino usado por Joelma no registro ao vivo Banda Calypso na Amazônia foi leiloado com o intuito de arrecadar fundos para a Fundação Pestalozzi do Pará, projeto em Belém que atende crianças com deficiência. Em 2018, ela doou cerca de mil peças do seu acervo de figurinos para bazar beneficente com o objetivo de angariar fundos para a Associação de Assistência à Criança Deficiente (AACD) de Recife. No mesmo ano, foi madrinha do Hospital de Câncer Francisco Camargo (chamado anteriormente de Hospital de Câncer de Goiás). Em 2020, tornou-se embaixadora da campanha McDia Feliz em prol da Casa Ronald McDonald de Belém, que acolhe crianças e adolescentes com câncer.
Em 2021, Joelma doou cilindros de oxigênio para hospitais de Manaus, cidade afetada pelo colapso no sistema de saúde devido à pandemia de COVID-19. No mesmo ano, ela doou dois boxes autografados de seu álbum ao vivo 25 Anos para leilão beneficente com a intenção de angariar recursos para pessoas que necessitam de cirurgias de grande porte no hospital SOBRAPAR, em Campinas, especializado em cirurgias de crânio e face. Em 2022, doou cinco figurinos de seu acervo para leilão beneficente do comediante Whindersson Nunes com o objetivo de arrecadar recursos para as vítimas das enchentes ocorridas na Bahia e Minas Gerais em 2021. No mesmo ano, lançou uma coleção de produtos personalizados de sua canção "Amor no Silêncio", cujos lucros foram revertidos para organizações indígenas da Amazônia.

### Produtos e publicidade
Entre as décadas de 2000 e 2010, diversos produtos (incluindo camisetas, perfumes e sandálias) foram licenciados com a marca Banda Calypso. Em 2008, Joelma inaugurou a grife Calypso Vest em sua cidade natal, Almeirim; o projeto teve como intuito ajudar a população da cidade, conseguindo beneficiar mais de 60 famílias. Em 2009, ela lançou a linha de sandálias Ritmus Calypso. Em 2010, lançou sua meia-calça invisível em parceria com a marca de cosméticos Natusense. Em 2012, a banda lançou sua loja virtual de produtos personalizados, a Loja da Calypso. Juntos, eles associaram sua imagem à Sundown Motos, Assolan, Fresh, Hipercard, Dupé, C&A, Eletro Shopping, entre outras.
Em 2016, Joelma platinou seus cabelos para uma campanha da marca de cosméticos Garnier, que teve grande repercussão na mídia e redes sociais. Alguns veículos noticiaram que ela teria recebido R$ 300 mil para fazer a campanha publicitária. Ela também associou sua imagem a marcas e empresas como Romance, Magazine Luiza, Tele Sena, Mercado Pago, Deline, TecToy, Embelleze, Caixa Econômica Federal, Guaraná Antarctica, InfinitePay e Havan.
Em 2018, Joelma lançou sua coleção de óculos em parceria com a Marielas. Em 2019, ela lançou sua linha de cosméticos em parceria com a PeHD Cosmetics. No mesmo ano, lançou sua linha de acessórios folheados a ouro e outra de prata em parceria com as marcas de semijoias Unika e Fokal. Em 2021, lançou sua loja virtual de produtos personalizados, a Lojinha da Joelma.

## Vida pessoal
Joelma é evangélica desde a infância e frequenta a Igreja Adventista do Sétimo Dia e a Assembleia de Deus para estudar a Bíblia e cantar louvores. Numa entrevista para a Veja em 2016, ela comentou: "Costumo dizer que minha igreja é Cristo [...] Minha família toda é evangélica, me identifico com isso desde a infância. Mas foi depois que eu fundei a [Banda] Calypso mesmo que eu fui mergulhando mais nesse mundo. Foi onde eu encontrei todas as respostas de que eu precisava, no lado espiritual e profissional, a base para tudo na minha vida. É para sempre."
Antes de seguir carreira artística, Joelma tentou ingressar na faculdade de Direito, por ser um sonho de infância. Ela justificou sua escolha pelo curso de Direito dizendo: "Ninguém da minha família é formado, então, eu queria ter um diploma. Quando eu era criança, via sempre algum cara mais descolado querendo humilhar aqueles que não tinham nada. Mas se fizesse isso na minha frente... Eu queria nem saber! Eu era briguenta. Por isso, eu queria ser advogada." Em 2011, ela revelou que ainda planejava ingressar na faculdade de Direito quando se aposentasse.
Joelma testou positivo diversas vezes para COVID-19 e sofre com as sequelas desde a primeira infecção pela doença em 2020, o que a fez questionar a continuidade de sua carreira, devido às dificuldades causadas pelas sequelas da doença.

### Relacionamentos e maternidade
Em 25 de dezembro de 1989, quando tinha apenas 15 anos de idade, Joelma deu à luz sua primeira filha, Natália Mendes Sarraff, fruto de seu relacionamento com o motorista de ônibus Luís Alberto da Gama Sarraff. Em 23 de novembro de 1995, deu à luz seu segundo filho, Yago da Silva Mendes Matos, fruto de seu relacionamento com o advogado Robson Matos. Ela também teve um breve relacionamento com Yuri Martins, um dos ex-integrantes do grupo Paquitos.

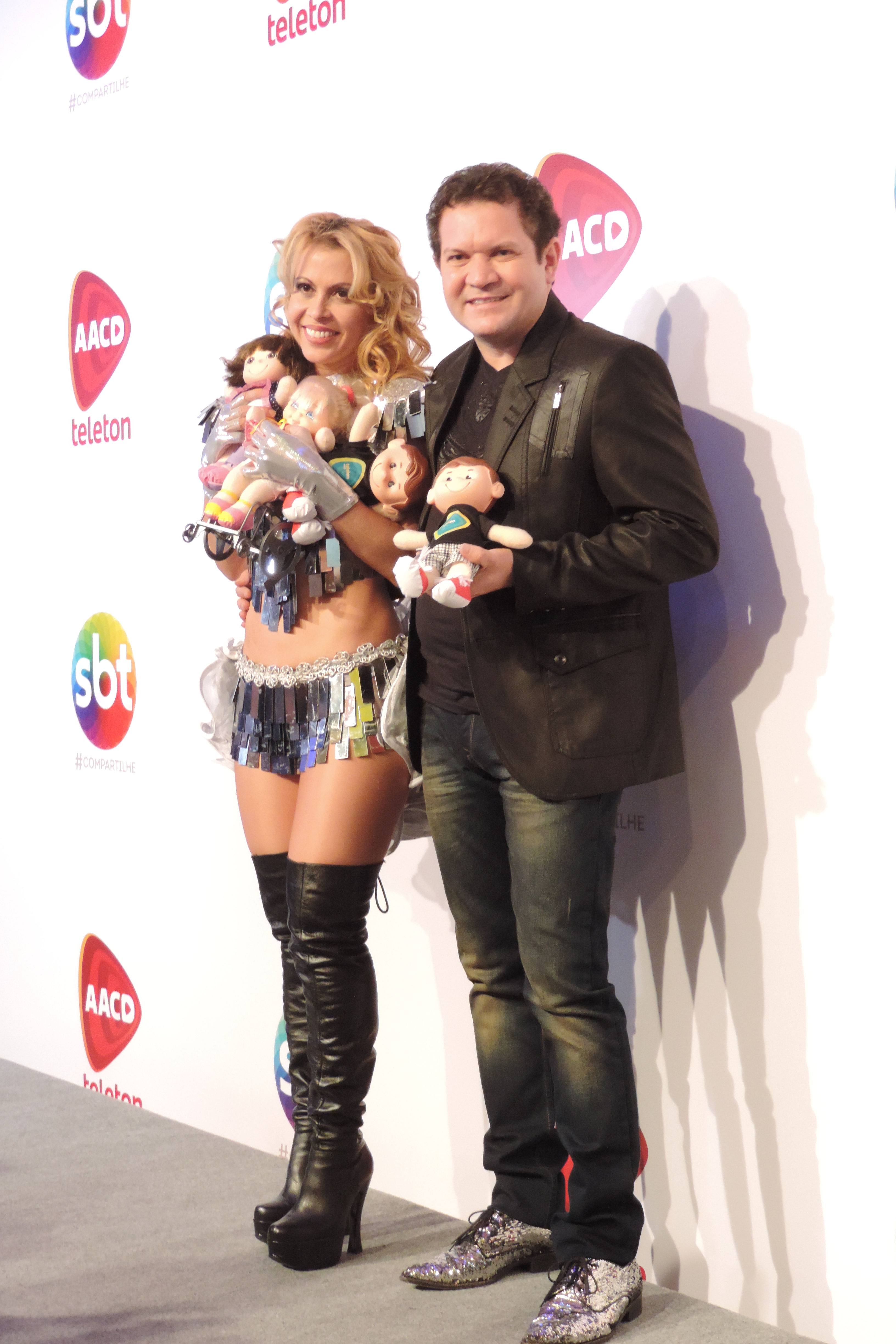
Joelma e Ximbinha em 2014.

Em 1998, Joelma conheceu o guitarrista Ximbinha em um almoço na casa do cantor Kim Marques. Eles começaram o namoro e foram morar juntos no mesmo ano, após poucos meses de relacionamento. Em 25 de dezembro de 2003, casaram-se oficialmente. Em 11 de julho de 2004, Joelma deu à luz a primeira filha do casal, Yasmin Mendes Farias. Em fevereiro de 2009, ela anunciou que estava grávida de dois meses de seu segundo filho com Ximbinha, mas sofreu um aborto espontâneo logo após o anúncio.
Em 19 de agosto de 2015, após 17 anos de relacionamento, Joelma e Ximbinha anunciaram a separação. Uma traição por parte de Ximbinha teria motivado a separação. Em setembro, Joelma conseguiu uma medida protetiva que impedia ele de se aproximar dela a uma distância mínima de 100 metros. Numa entrevista para o Fantástico, ela revelou que Ximbinha a teria agredido fisicamente diversas vezes, afirmando que ele era "muito tranquilo, mas não podia ser contrariado". Em 9 de novembro de 2015, eles assinaram o divórcio.
No início de 2017, Joelma começou a namorar o empresário Alessandro Cavalcante, terminando o relacionamento em junho de 2018. A mídia ligou o nome de Joelma ao ator Rodrigo Phavanello, ao jornalista Murilo Salviano e ao modelo Ewerton Martin, mas ela negou a existência de tais relacionamentos.

## Discografia
- Joelma (2016)

## Filmografia

### Televisão
| Ano              | Título                    | Papel         | Nota |
| ---------------- | ------------------------- | ------------- | --- |
| 2006; 2010       | Casseta e Planeta Urgente | Ela mesma     | Episódio: "24 de outubro de 2006" Episódio: "8 de maio de 2010"                                                                                |
| 2007             | Show do Tom               | Ela mesma     | Episódio: "17 de março de 2007" |
| 2008             | A Turma do Didi           | Ela mesma     | Episódio: "21 de dezembro de 2008" (Temporada 11)                                                                                              |
| 2009             | Toma Lá, Dá Cá            | Ela mesma     | Episódio: "O Anel Que Tu Me Destes" (Temporada 3)                                                                                              |
| 2010; 2012       | Aventuras do Didi         | Ela mesma     | Episódio: "18 de julho de 2010" (Temporada 1) Episódio: "2 de dezembro de 2012" (Temporada 3)                                                  |
| 2010             | Ídolos                    | Jurada        | Episódio: "31 de agosto de 2010" (Temporada 5)                                                                                                 |
| 2011             | Tapas & Beijos            | Ela mesma     | Episódio: "Dia dos Namorados ao Som da Banda Calypso" (Temporada 1)                                                                            |
| 2012             | Cheias de Charme          | Ela mesma     | Episódio: "7 de maio de 2012" |
| 2014             | Domingo da Gente          | Apresentadora | Episódio: "2 de março de 2014" |
| 2017; 2018; 2019 | Popstar                   | Jurada        | Episódio: "27 de agosto de 2017" (Temporada 1) Episódio: "4 de novembro de 2018" (Temporada 2) Episódio: "1 de dezembro de 2019" (Temporada 3) |
| 2017             | A Força do Querer         | Ela mesma     | Episódio: "16 de setembro de 2017" |
| 2018; 2019       | TVZ                       | Apresentadora | Episódio: "30 de julho de 2018" Episódio: "17 de abril de 2019"                                                                                |
| 2023             | The Masked Singer Brasil  | Jurada        | Episódio: "19 de março de 2023" (Temporada 3)                                                                                                  |

## Turnês
Oficiais
- Tour Avante (2016–2018)
- Joelma Tour (2018–2020)
- Joelma Show (2021–2022)
- Isso É Calypso Tour (2022–presente)

Promocionais
- Bateu Saudade (com Pablo) (2024)